# Codice aeroportuale IATA
Il codice aeroportuale IATA  è un codice di tre lettere che viene attribuito ai diversi aeroporti in tutto il mondo dall'IATA (International Air Transport Association, Associazione Internazionale del Trasporto Aereo). I codici aeroportuali IATA sono pubblicati ogni tre anni sulla: IATA Airline Coding Directory (elenco IATA dei codici delle linee aeree).
L'assegnazione di questi codici è governata dalla risoluzione 767 della IATA, e viene amministrata dal quartiere generale della IATA a Montréal. La IATA fornisce inoltre dei codici per le stazioni ferroviarie e per le compagnie di gestione degli aeroporti.
I codici non sono univoci: infatti, 323 dei 17 576 codici possibili sono usati da più di un aeroporto. I caratteri in evidenza sulle etichette che vengono poste sui bagagli al check-in in aeroporto sono un esempio di come questi codici vengono utilizzati; indicano, infatti, qual è l'aeroporto di destinazione del bagaglio.
Mentre i codici IATA sono i più comuni tra i codici aeroportuali, sono molto usati anche i codici aeroportuali ICAO. Tutti i voli internazionali sono pianificati e tracciati usando i designatori ICAO (Organizzazione internazionale dell'aviazione civile).
È disponibile un elenco di aeroporti, ordinati per codice IATA, oltre a un elenco di stazioni ferroviarie che condividono il codice con accordi tra linee aeree e linee ferroviarie, come Trenitalia, Amtrak, SNCF, Deutsche Bahn, Thalys e Ferrovie Federali Svizzere.